# Eliteserien i bandy 1998/1999
Eliteserien i bandy 1998/1999 vanns av Stabæk IF, som efter slutspelet även vann det norska mästerskapet i bandy, genom att i finalmatchen besegra Solberg SK med 6-4. Om två lag i serien hamnade på samma poäng avgjorde inbördes möten tabellplacering. Lag 1-4 i serien gick vidare till slutspelet, lag 5-6 säkrade nytt kontrakt, lag 7 fick kvala och lag 8 flyttades ner till 1. Divisjon.

## Seriespelet
| Nr | Lag          | S  | V  | O | F  | +/-      | P  |
| -- | ------------ | -- | -- | - | -- | -------- | -- |
| 1  | Stabæk IF    | 21 | 19 | 1 | 1  | 206 - 69 | 39 |
| 2  | Solberg SK   | 21 | 15 | 4 | 4  | 167 - 94 | 32 |
| 3  | Mjøndalen IF | 21 | 14 | 2 | 5  | 135 - 77 | 30 |
| 4  | Røa IL       | 21 | 14 | 0 | 7  | 135 - 80 | 28 |
| 5  | Sarpsborg BK | 21 | 6  | 3 | 12 | 76 - 120 | 15 |
| 6  | IF Ready     | 21 | 4  | 1 | 16 | 72 - 129 | 9  |
| 7  | Tåsen IL     | 21 | 2  | 3 | 16 | 55 - 144 | 7  |
| 8  | Ullevål IL   | 21 | 3  | 0 | 18 | 55 - 188 | 6  |

## Slutspel

### Semifinalmatcher
- Stabæk IF-Mjøndalen IF 5-1
- Mjøndalen IF-Stabæk IF 6-4
- Stabæk IF-Mjøndalen IF 8-1

- Røa IL-Solberg SK 5-9
- Solberg SK-Røa IL 7-5

### Finalmatch
- Stabæk IF-Solberg SK 6-4

Stabæk IF norska mästare i bandy för herrar säsongen 1998/1999.